# Louise Odin
Louise Odin-Pilliod (* 14. März 1836 in Tercier, Blonay, Kanton Waadt; † 19. Januar 1909 in Blonay) war eine Schweizer Lehrerin und Lexikografin.

## Leben
Louise Odin war die Tochter von Jean François Pilliod und Marie Antoinette geb. Bonjour. Sie arbeitete als Lehrerin in Deutschland und in Russland und heiratete den Deutschen André-Martin Odin. Früh verwitwet kehrte sie mit ihren zwei Kindern zurück ins Waadtland. Ihr älterer Sohn Alfred Odin wurde ein bekannter Philologe und publizierte 1886 die Schrift Phonologie des patois du canton de Vaud, der jüngere, Auguste Odin, war Mathematiker in Lausanne.
In jahrelanger Arbeit sammelte Louise Odin die Quellen des damals noch lebendigen lokalen Dialekts von Blonay, einer regionalen Variante der Frankoprovenzalischen Sprache. Sie verzeichnete die Wörter und Ausdrücke des Patois der Voralpenregion östlich des Genfersees und schrieb Geschichten, Sprüche, Redewendungen und Kinderreime in der Mundart auf.
Die Sprachsammlung der Waadtländer Dialektologin diente dem Westschweizer Mundartwörterbuch Glossaire des patois de la Suisse romande als seltenes Zeugnis des im frühen 20. Jahrhundert bereits kaum mehr gesprochenen Waadtländer Patois. Ernest Muret betreute die sprachwissenschaftliche Redaktion des von Louise Odin gesammelten Materials und die posthume Drucklegung ihres Lexikons. Der Linguist Ernest Tappolet würdigte Odins Sammlung als eines der bedeutendsten Grundlagenwerke zur westschweizerischen Dialektologie.

## Werke
- Glossaire du patois de Blonay. Lausanne 1910.